# Bornhöved
Bornhöved é um município da Alemanha localizado no distrito de Segeberg, estado de Schleswig-Holstein . Está situado a 15 km ao leste de Neumünster
Pertence ao Amt de Bornhöved.